# Nick Thomas-Symonds

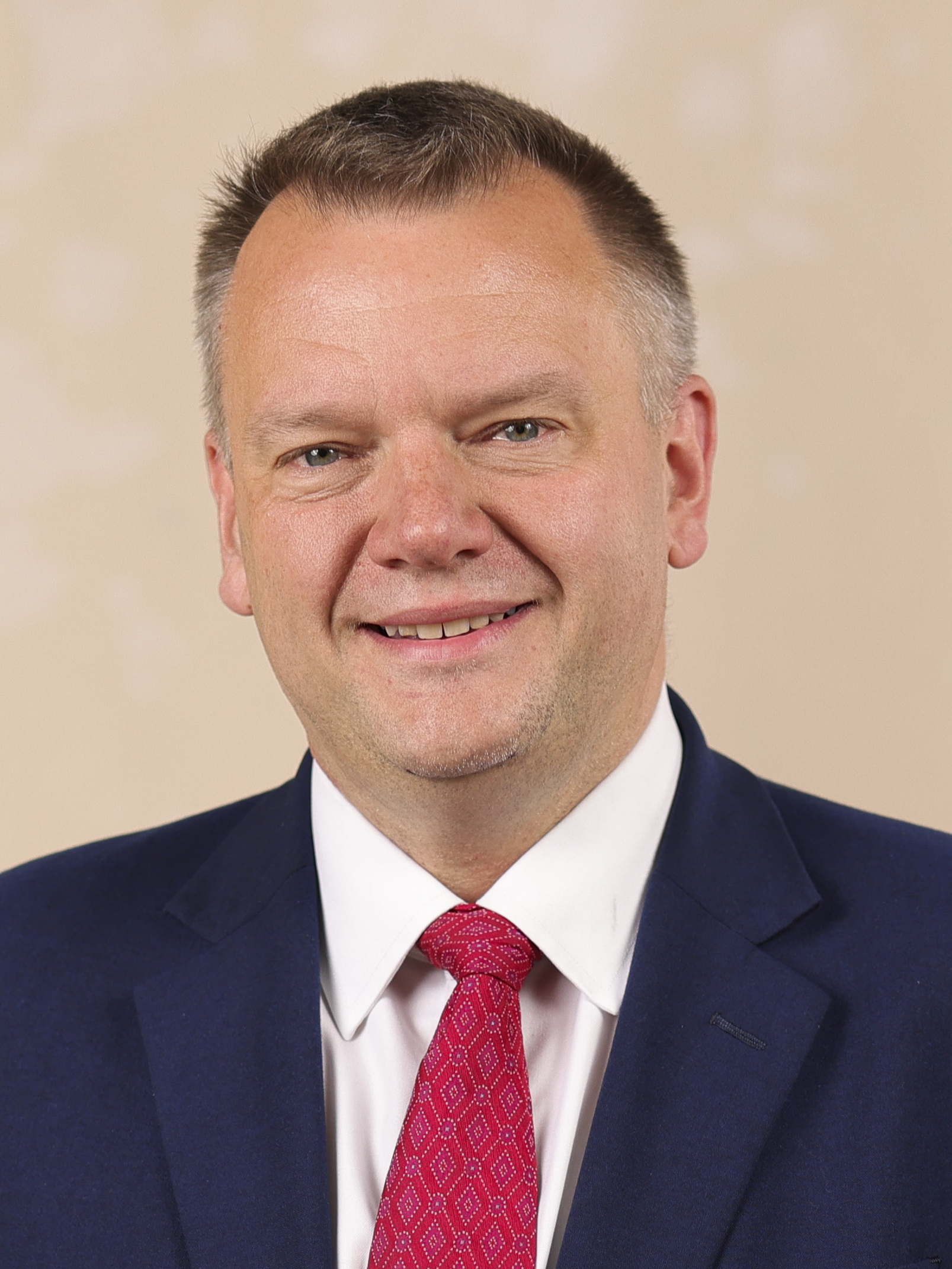
Nick Thomas-Symonds (2024)

Nicklaus „Nick“ Thomas-Symonds FRHist (geboren im Mai 1980 in Griffithstown, Torfaen) ist ein britischer Politiker der Labour Party und Sachbuchautor. Er hat seit Juli 2024 das Amt des Paymaster General inne und ist Minister für das Cabinet Office ohne Kabinettsrang, zuständig für die Beziehungen zur Europäischen Union.

## Leben
Nick Thomas-Symonds wuchs in Blaenavon auf und besuchte dort und in Pontypool die Schule.
Er studierte Politikwissenschaften, Philosophie und Ökonomie von 1998 bis 2001 in  St Edmund Hall, Oxford (M.A.). Er wurde Tutor und blieb als Dozent für Politik mit dem College und anderen Instituten der Oxford University verbunden. Er schreibt politische Artikel für Zeitschriften und die Tagespresse und legte Biografien über die Labour-Politiker Clement Attlee, Aneurin Bevan und Harold Wilson vor.
Er absolvierte einen Bar Vocational Course an der Cardiff University, wurde 2004 Barrister in Lincoln’s Inn und arbeitet als „door tenant“  in Gwent. Er ist Mitglied der Chancery Bar Association.
Thomas-Symonds wurde bei den Britischen Unterhauswahlen 2015 im walisischen Wahlkreis Torfaen als Nachfolger von Paul Murphy in das House of Commons gewählt. Die Labourfraktion wählte ihn im September 2015 in das Schattenkabinett. Von dieser Funktion trat er im Juni 2016 zurück.
Er lebt in Abersychan, ist verheiratet und hat drei Kinder.

## Schriften (Auswahl)
- Attlee. A Life in Politics. Tauris, London 2010, ISBN 978-1-84511-779-5.
- Nye. The Political Life of Anerin Bevan. Tauris, London 2014, ISBN 978-1-78076-209-8.
- Harold Wilson. The Winner. Weidenfeld & Nicolson, London 2022, ISBN 978-1-4746-1196-1.